# Tolkien e os nórdicos

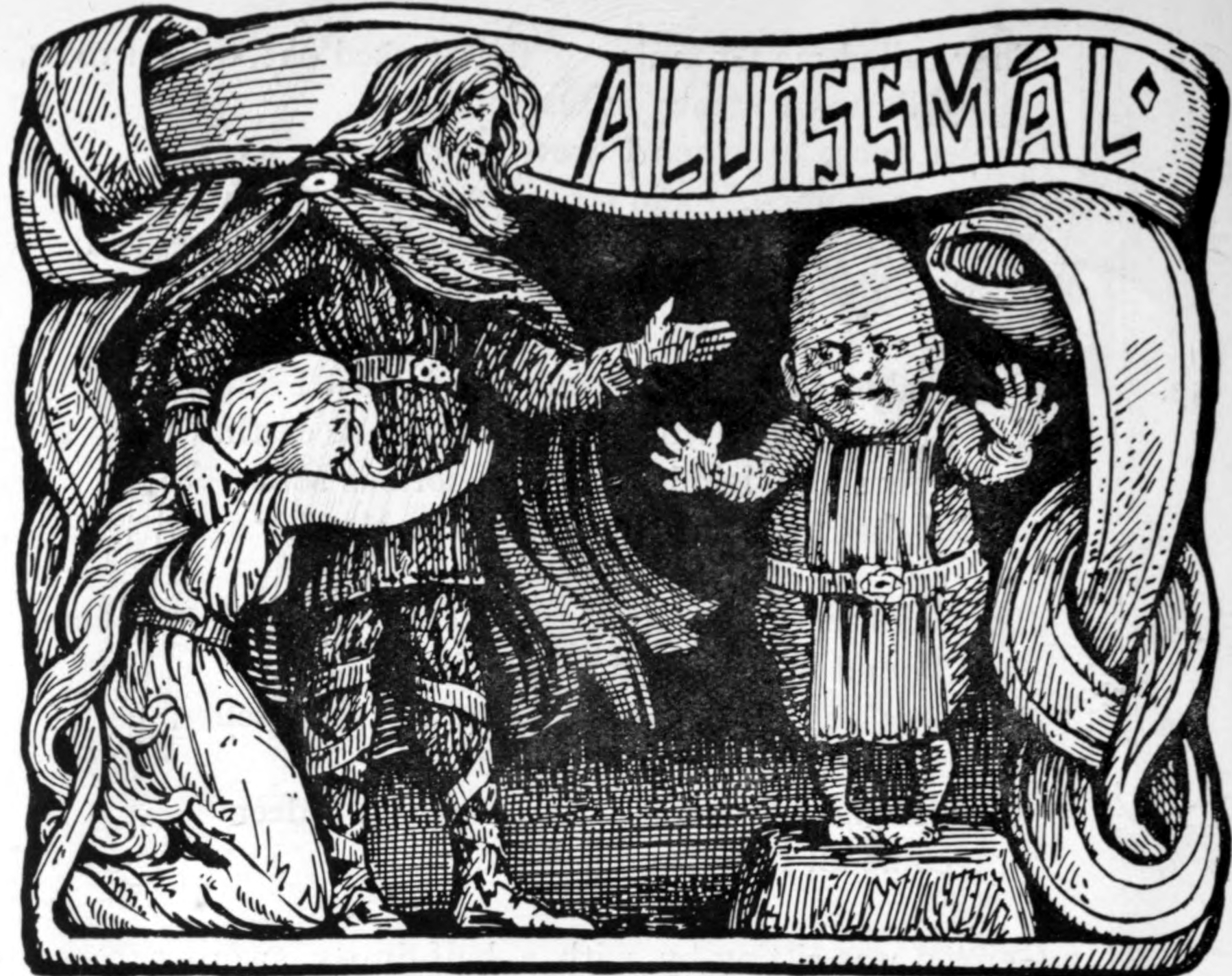
O deus Thor conversa com o anão Alvis para impedi-lo de se casar com sua filha Þrúðr; ao amanhecer, Alviss transforma-se em pedra, assim como os trolls de pedra de Tolkien em O Hobbit. Desenho de en, 1908.

J. R. R. Tolkien inspirou-se em  diversas fontes para criar os personagens, histórias, lugares e idiomas da Terra Média. Dentre essas fontes, destaca-se a mitologia nórdica, refletida em seus anães, Wargs, trolls,  Beorn e as criatura tumulares, lugares como Floresta das Trevas, personagens como os magos Gandalf e Saruman, os Senhores do Escuro Morgoth e Sauron, inspirados no deus nórdico Odin, artefatos mágicos como o Um Anel e a espada de Aragorn, Andúril, além da qualidade que Tolkien denominou " coragem nórdica". Os poderosos Valar também guardam semelhanças com o panteão dos deuses nórdicos, os Aesir.

## Lugares

### Terra Média
Na mitologia germânica antiga, o mundo dos homens é conhecido por diversos nomes. O termo em inglês antigo middangeard é cognato do nórdico antigo Miðgarðr da mitologia nórdica, transliterado para o inglês moderno como Midgard. O significado original do segundo elemento, derivado do proto-germânico gardaz, era "cercado", cognato de termos em inglês para espaços delimitados, como "yard", "garden" e "garth". Por etimologia popular, middangeard foi associado a "terra média". Na mitologia nórdica, esse mundo situava-se no centro de nove mundos.
Tolkien adotou o termo "Terra Média" para designar o continente central de seu mundo imaginário, Arda; ele aparece pela primeira vez no prólogo de O Senhor dos Anéis: "Os hobbits, de fato, viveram discretamente na Terra Média por muitos longos anos antes que outros povos sequer notassem sua existência".
A " Estrada Reta" que conecta Valinor à Terra Média após a Segunda Era reflete a ponte Bifrost, que liga Midgard a Asgard. O Balrog e a destruição da Ponte de Khazad-dûm em Moria ecoam o gigante de fogo Surtr e a destruição profetizada de Bifröst.

### Floresta das Trevas (Mirkwood)
O nome Floresta das Trevas deriva da floresta Myrkviðr [en] da mitologia nórdica. Escritores do século XIX interessados em filologia, como o folclorista Jacob Grimm e o artista e escritor de fantasia William Morris, especulavam romanticamente sobre a floresta selvagem e primitiva do norte, a Myrkviðr inn ókunni ("Floresta das Trevas desconhecida") e suas trilhas secretas, na tentativa de reconstruir supostas culturas antigas. Grimm sugeriu que o nome Myrkviðr vinha do nórdico antigo mark (fronteira) e mǫrk (floresta), ambos, segundo ele, derivados de uma palavra mais antiga para madeira, talvez situada na perigosa e disputada fronteira entre os reinos dos Hunos e dos Godos.
Tolkien descreveu a Floresta das Trevas como uma vasta floresta temperada de folhosas e mista na região de Rhovanion (Terra Selvagem), a leste do grande rio Anduin. Em O Hobbit, o mago Gandalf a chama de "a maior floresta do mundo setentrional". Antes de ser obscurecida pelo mal, ela era conhecida como Floresta Verde, a Grande.

### Montanhas
A medievalista Marjorie Burns [en] observa que, embora Tolkien não siga exatamente o modelo nórdico, "suas montanhas tendem a abrigar os mortos e incluem cenários onde tesouros são encontrados e batalhas ocorrem".
| Montanha                 | Sepultamento         | Tesouro                     | Combate                                                       |
| ------------------------ | -------------------- | --------------------------- | ------------------------------------------------------------- |
| Montanha Solitária       | Thorin               | Tesouro do dragão Smaug     | Batalha dos Cinco Exércitos                                   |
| Moria (sob o Dwimorberg) | Balin                | Mithril                     | Sociedade vs Orcs, Trolls e o Balrog                          |
| Monte da Perdição        | Gollum               | O Um Anel                   | Frodo e Sam vs Gollum                                         |
| Colinas dos Túmulos      | Um príncipe de Arnor | Tesouro da Criatura tumular | Frodo vs braço desencarnado; Tom Bombadil vs Criatura tumular |

## Raças

Tolkien criou partes da Terra Média para resolver o quebra-cabeça linguístico que ele acidentalmente desenvolveu ao usar diferentes línguas europeias para os povos de seu legendarium.

### Anães
Os anões de Tolkien são inspirados nos anões da mitologia nórdica, conhecidos por sua afinidade com mineração, metalurgia e artesanato. Tolkien extraiu os nomes de 12 dos 13 anões – exceto  Balin – que aparecem em O Hobbit (junto com o nome do mago Gandalf) do nórdico antigo Völuspá, presente na Edda Antiga. Ao escrever O Senhor dos Anéis, onde desenvolveu uma língua própria para os anões, o Khuzdul, Tolkien precisou explicar, no ensaio Dos Anões e Homens, que os nomes em nórdico antigo eram traduções do Khuzdul, assim como o inglês falado pelos anões com Homens e Hobbits era uma tradução do Discurso Comum, o  Westron.

### Elfos
Os elfos de Tolkien derivam parcialmente da  mitologia celta e parcialmente da nórdica. A divisão entre os Calaquendi (Elfos da Luz) e Moriquendi (Elfos da Escuridão) reflete a distinção nórdica entre  Dökkálfar e Ljósálfar, "elfos claros e elfos escuros". Os elfos claros da mitologia nórdica são associados aos deuses, assim como os Calaquendi estão ligados aos Valar.

### Trolls
Na mitologia nórdica, os trolls são um tipo de gigante, ao lado de rísar, jötnar e þursar; os termos são aplicados, de forma variada, a seres monstruosos de grande porte, por vezes como sinônimos. A ideia de que tais monstros devem estar sob a terra antes do amanhecer remonta à Edda Antiga, onde, no Alvíssmál, o deus Thor mantém o anão Alvis (não um troll) falando até o amanhecer, quando ele se transforma em pedra.
O público de O Hobbit em 1937 estava familiarizado com trolls por coleções de contos de fadas, como os de Grimm e os Contos Folclóricos Noruegueses [en] de Asbjørnsen e Moe; o uso de monstros variados por Tolkien – orcs, trolls e um balrog em Moria – transformou essa jornada em "uma descida ao inferno". Assim, os trolls de Tolkien evoluíram de ogros sombrios nórdicos para humanoides mais simpáticos na modernidade. Os trolls de Tolkien baseiam-se no tipo ogro, mas em duas formas: trolls antigos, descritos por Tolkien como "criaturas de natureza obtusa e grosseira", incapazes de falar; e os gigantes malévolos criados por Sauron, dotados de força, coragem e inteligência suficiente para serem adversários perigosos. O estudioso de literatura inglesa Edward Risden observa que os trolls posteriores de Tolkien são muito mais perigosos que os de O Hobbit, perdendo também "a capacidade [moral] de ceder"; ele comenta que, na mitologia nórdica, os trolls são "normalmente femininos e fortemente associados à magia", enquanto nas sagas nórdicas são fisicamente fortes e sobre-humanos em batalha.

### Wargs

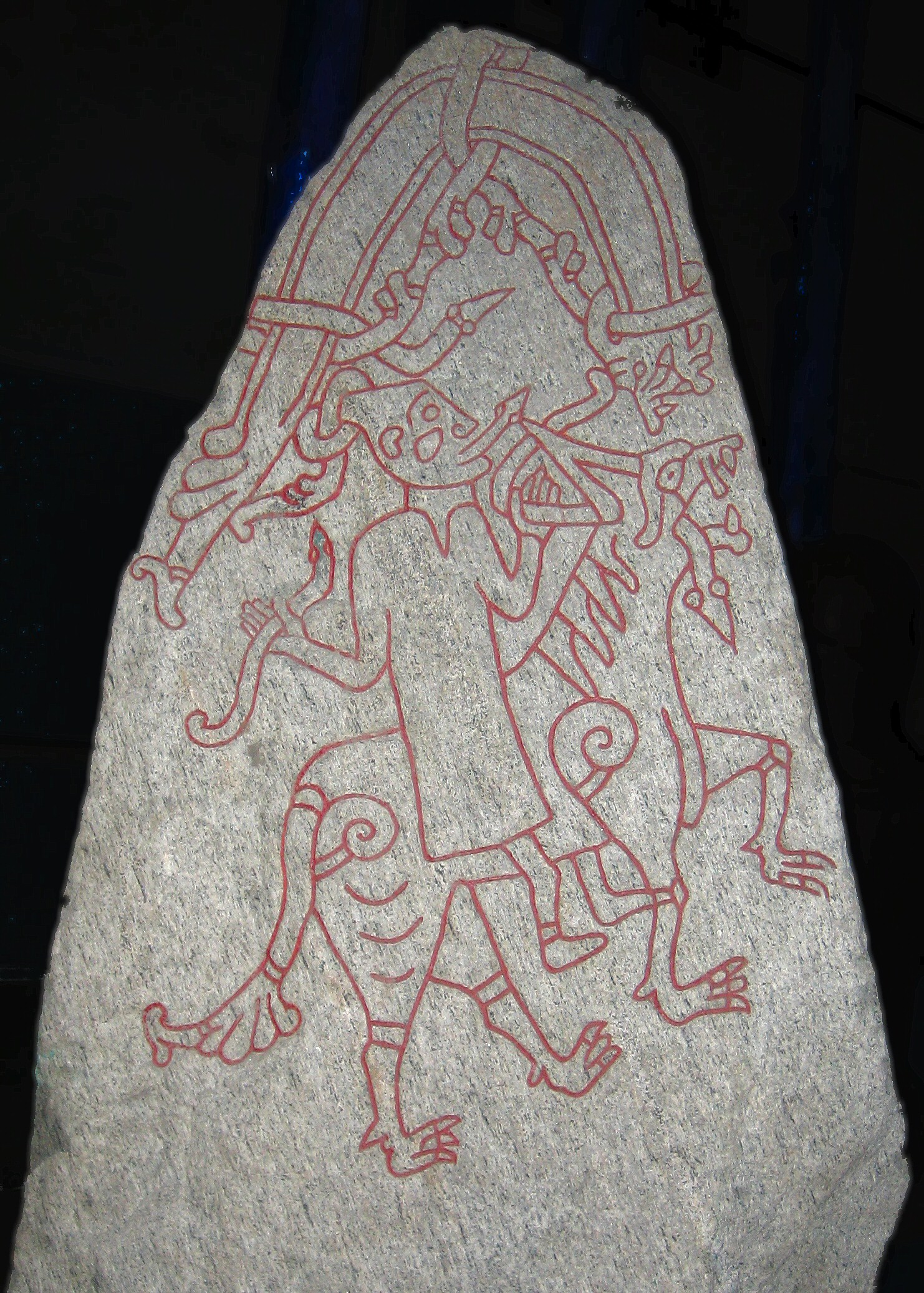
A jötunn Hyrrokkin montando um lobo, em uma pedra rúnica do en, construída entre 985–1035 d.C.

O estudioso de Tolkien Tom Shippey [en] afirma que a grafia "warg" de Tolkien é uma combinação do nórdico antigo vargr e do inglês antigo wearh. Ele observa que essas palavras refletem uma mudança de significado de "lobo" para "foras-da-lei": vargr carrega ambos os sentidos, enquanto wearh significa "exilado" ou "foras-da-lei", mas perdeu o sentido de "lobo". Em nórdico antigo, vargr deriva da raiz Proto-germânica reconstruída como *wargaz, originada da raiz Proto-indo-europeia reconstruída como *werg̑ʰ- "destruir". Vargr (comparável ao sueco moderno varg "lobo") surgiu como um nome não-tabu para úlfr, o termo usual em nórdico antigo para "lobo". Ele escreve que:
| “ | A palavra “Warg” de Tolkien divide claramente a diferença entre as pronúncias em nórdico antigo e inglês antigo, e seu conceito deles - lobos, mas não apenas lobos, lobos inteligentes e malévolos - combina as duas opiniões antigas. | ” |

Na mitologia nórdica, os wargs são, em particular, os lobos mitológicos Fenrir, Sköll e Hati. Sköll e Hati são lobos que perseguem o Sol e a Lua, respectivamente. Lobos serviam como montarias para criaturas humanoides mais ou menos perigosas. Por exemplo, o cavalo de Gunnr era um kenning para "lobo" na pedra rúnica de Rök. No Canto de Hyndla, a profetisa homônima cavalga um lobo. Para o funeral de Balder, a jötunn Hyrrokkin chegou montada em um lobo.

## Personagens

### Beorn

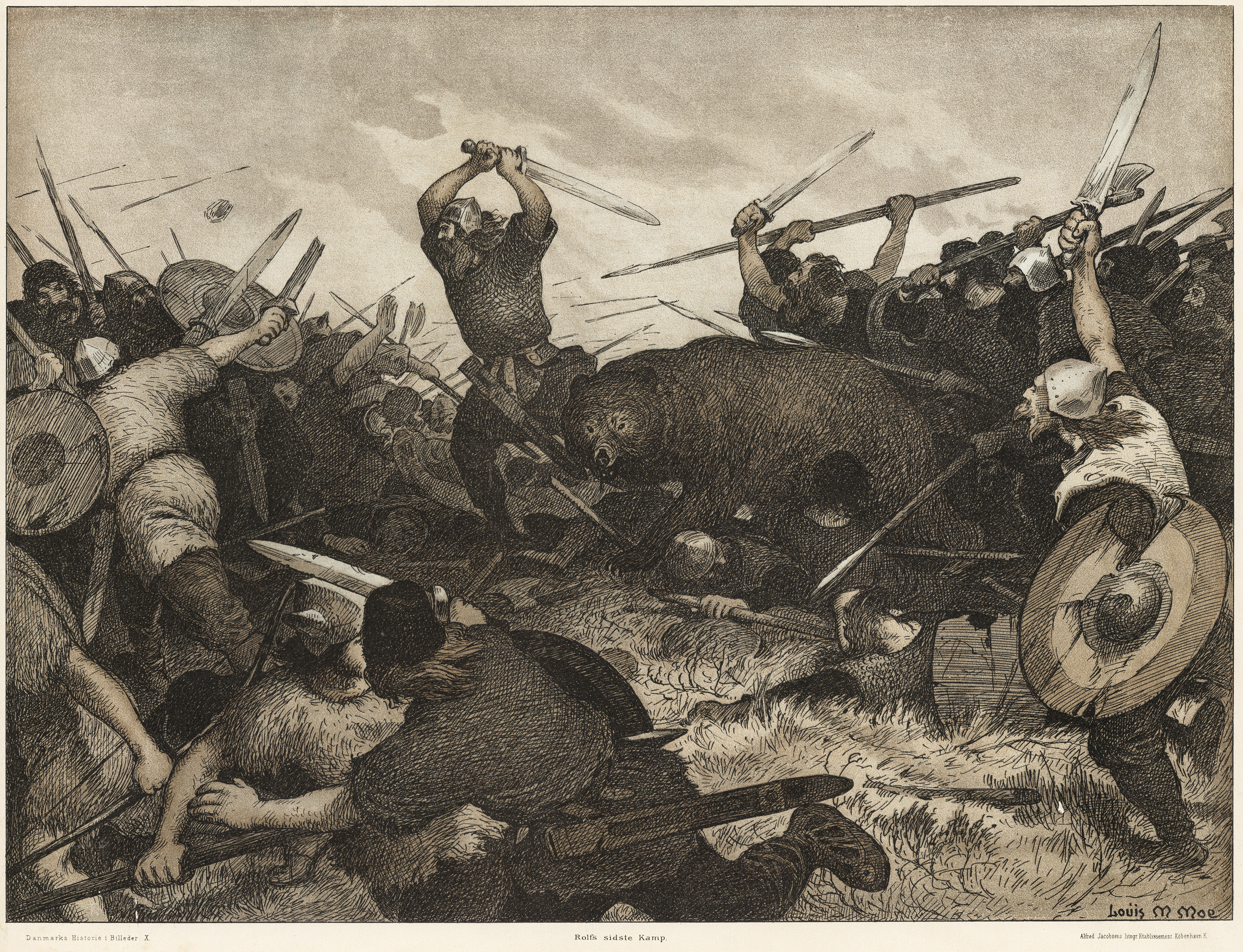
Bödvar Bjarki luta em forma de urso em sua última batalha. Litografia de en, 1898.

Marjorie Burns [en], em The J. R. R. Tolkien Encyclopedia, descreve  Beorn como um berserker, um guerreiro nórdico que luta em um estado de fúria semelhante a um transe. Beorn, um metamorfo extremamente forte, meio homem, meio urso, em O Hobbit, é inspirado em uma combinação de sagas nórdicas. Na Hrólfs saga kraka [en], Bödvar Bjarki [en] assume a forma de um grande urso ao combater. Na Saga dos Volsungos, Sigmund veste a pele de um lobo e adquire poderes lupinos. Na saga de Egill Skallagrímsson, Kveldulf [en] ("Lobo do Entardecer") transforma-se em lobo e tem filhos meio humanos, meio bestiais, como Beorn. Burns afirma que os meio-trolls e meio-orcs de Tolkien "foram, sem dúvida, influenciados pela mesma concepção nórdica".

### Criatura tumular
Tesouros nas sagas nórdicas são frequentemente protegidos por mortos-vivos, "draugar semelhantes a vampiros inquietos", como na Saga Grettis, evocando a criatura tumular em O Senhor dos Anéis. Burns comenta que os rumores vagos de um "fantasma bebedor de sangue" nos lugares onde o monstro Gollum esteve são igualmente reminiscentes dos draugar. Os túmulos protegidos, se abertos com sucesso, rendem armas valiosas. Na Saga Grettis, Grettir obtém a melhor espada curta que já viu; a lâmina antiga que Meriadoc Brandebuque [en] consegue no túmulo da criatura tumular permite-lhe derrotar o Senhor dos Nazgûl.

### Túrin Turambar
Tolkien observou que a história de seu herói trágico Túrin Turambar (em seu legendarium, publicada em O Silmarillion e outras obras, incluindo Os Filhos de Húrin) tem paralelos com a Saga dos Völsungos; um rascunho inicial foi até chamado de Saga de Túrin. Estudiosos compararam Túrin a Sigurd e Sigmund; Túrin e Sigurd alcançam fama ao matar um dragão, enquanto ambos, Túrin e Sigmund, têm relacionamentos incestuosos.

## Personagens inspirados em deuses nórdicos

### Magos, Senhores do Escuro e Odin

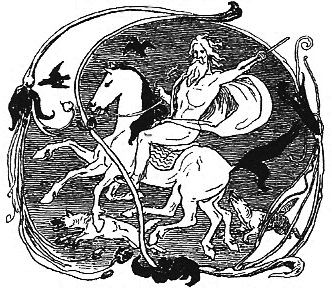
O deus nórdico Odin montado em seu corcel Sleipnir, com seus corvos Huginn e Muninn e lobos Geri e Freki. Ilustração de en, 1895.

Burns escreve que Tolkien utiliza o fato de os lobos serem bestas de guerra do deus nórdico Odin "de maneira particularmente inovadora". Odin possuía dois lobos, Freki e Geri, ambos com nomes que significam "Guloso"; na batalha final que destrói o mundo, Ragnarök, Odin é morto e devorado pelo lobo gigante Fenrir. Assim, Burns destaca que os lobos eram tanto aliados quanto inimigos mortais de Odin. Ela argumenta que Tolkien explorou ambas as relações em O Senhor dos Anéis. Em sua visão, o senhor do escuro Sauron e o mago maligno Saruman incorporam "atributos de um Odin negativo". Saruman tem wargs em seu exército, enquanto Sauron usa "a semelhança de um lobo voraz" para o enorme aríete chamado Grond, que destrói o portão principal de Minas Tirith. Por outro lado, o mago benevolente Gandalf lidera a luta contra os wargs em O Hobbit, usando sua habilidade de criar fogo e compreendendo sua linguagem. Em A Sociedade do Anel, Gandalf novamente usa magia e fogo para repelir um grande lobo, "O Cão de Sauron", e sua matilha; Burns observa que a tentativa dos lobos de "devorar Gandalf alude ao destino de Odin". O senhor do escuro Morgoth, também, na visão de Burns, é odiniano, assumindo as características negativas do deus: "sua crueldade, sua destrutividade, sua malevolência, sua traição onipresente".
Na Terra Média, Gandalf é um Mago; o nome nórdico Gandálfr, porém, era de um Anão. O nome é composto pelas palavras gandr ("bastão mágico") e álfr ("elfo"), sugerindo uma figura poderosa. Em rascunhos iniciais de O Hobbit, Tolkien usou esse nome para o personagem que se tornou Thorin Escudo de Carvalho, o líder do grupo de Anões.

### Os Valar e os Æsir
Os Valar de Tolkien, um panteão de imortais, lembram em certa medida os Æsir, os deuses de Asgard. Manwë, o líder dos Valar, apresenta semelhanças com Odin, o "Pai de Todos". Thor, fisicamente o mais forte dos deuses, pode ser visto tanto em Oromë, que combate os monstros de Melkor, quanto em Tulkas, o mais forte dos Valar.

## Artefatos mágicos

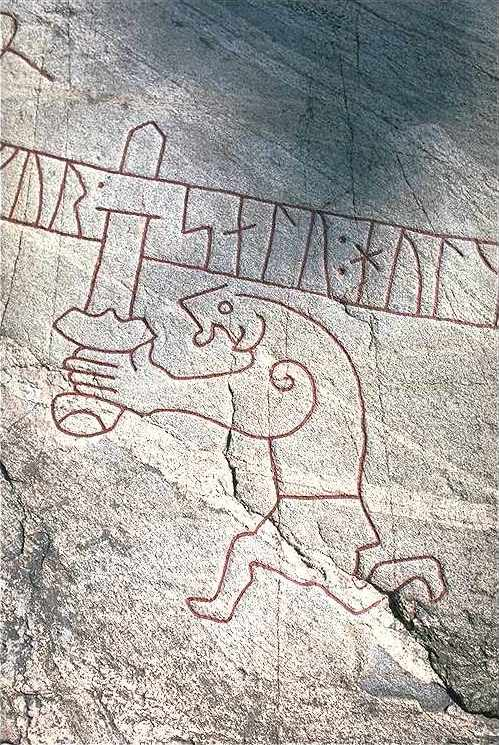
Sigurd segurando a espada Gram na Inscrição de Ramsund, c. 1030

Tolkien foi influenciado pela lenda heroica germânica [en], especialmente em suas formas nórdica e inglesa antiga. Durante sua educação na King Edward's School em Birmingham, ele lia e traduzia do nórdico antigo em seu tempo livre. Uma de suas primeiras aquisições nórdicas foi a Saga dos Volsungos. Como estudante, Tolkien leu a única tradução inglesa disponível da Saga dos Völsungos, a versão de 1870 por William Morris, do movimento vitoriano Arts & Crafts, e pelo estudioso islandês Eiríkur Magnússon [en].
A Saga dos Völsungos em nórdico antigo e o Nibelungenlied em alto-alemão antigo foram escritos aproximadamente na mesma época, utilizando as mesmas fontes antigas. Ambas forneceram parte da base para a série de óperas de Richard Wagner, O Anel do Nibelungo, que apresenta, em particular, um anel mágico amaldiçoado e uma espada quebrada reforjada. Na Saga dos Völsungos, esses itens são, respectivamente, Andvarinaut e Gram, correspondendo, de forma geral, ao Um Anel e à espada Narsil (reforjada como Andúril). A  nomeação de armas na Terra Média também reflete diretamente a mitologia nórdica. A Saga dos Völsungos também fornece vários nomes encontrados em Tolkien. O A Lenda de Sigurd e Gudrún [en] de Tolkien discute a saga em relação ao mito de Sigurd e Gudrún.

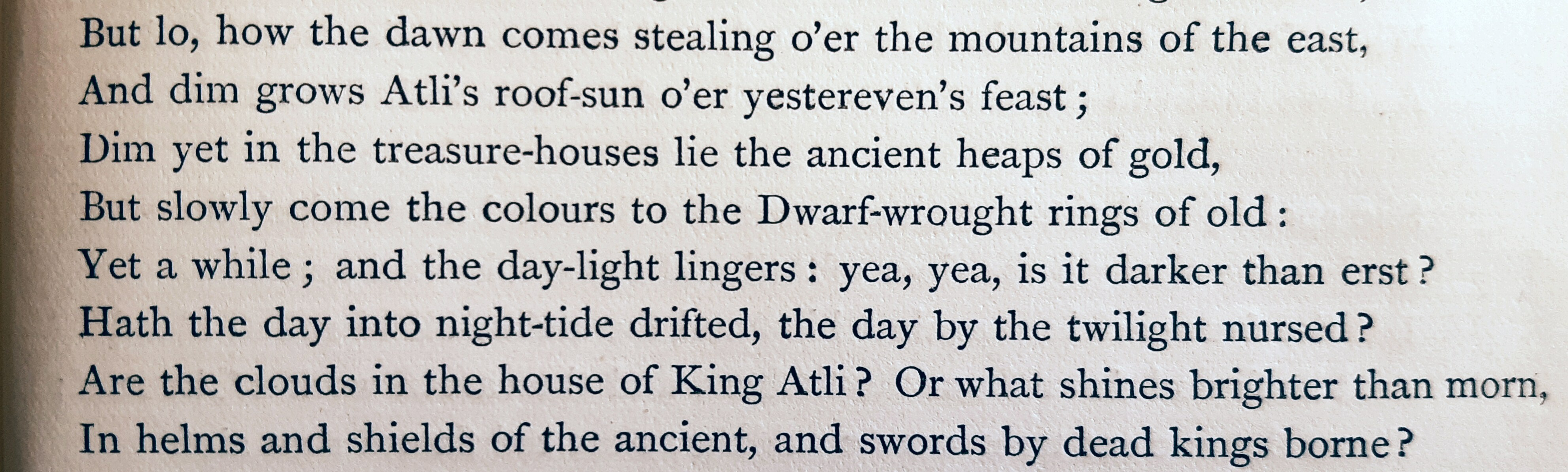
O poema épico de William Morris Sigurd o Völsung [en] narra (neste trecho da página 389) sobre Anéis dos Anões e espadas carregadas por reis mortos.

## "Coragem nórdica"

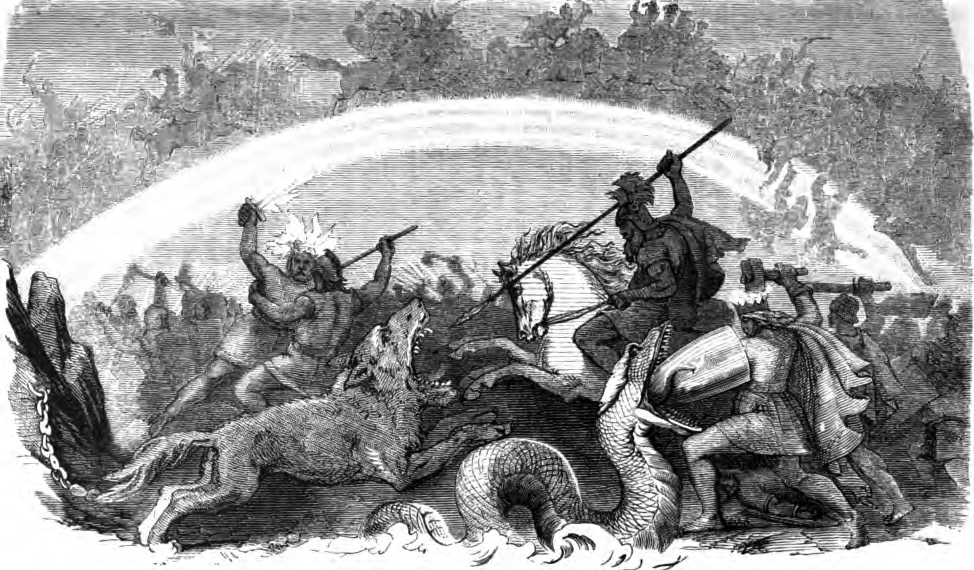
Tolkien chamou a qualidade que viu nos deuses nórdicos em Ragnarök de "coragem nórdica" e a utilizou em O Senhor dos Anéis. Batalha dos Deuses Condenados por en, 1882.

Para Tolkien, a qualidade que ele denominou " coragem nórdica" era exemplificada pela determinação dos deuses da mitologia nórdica, que sabiam que morreriam na última batalha, Ragnarök, mas, ainda assim, lutavam. Ele também foi influenciado pelos poemas em inglês antigo Beowulf e A Batalha de Maldon [en], que celebram a coragem heroica. Tolkien buscava criar uma mitologia para a Inglaterra, já que pouco sobreviveu da mitologia pré-cristã inglesa. Argumentando que havia um "temperamento heroico fundamentalmente semelhante" na Inglaterra e na Escandinávia, ele combinou elementos de outras regiões do norte da Europa, tanto nórdicos quanto  celtas, com o que pôde encontrar da própria Inglaterra. A coragem nórdica é uma virtude central no mundo da Terra Média, intimamente ligada à sorte e ao destino. Os protagonistas de O Hobbit e O Senhor dos Anéis são aconselhados pelo Mago Gandalf a manterem o ânimo, pois o destino é sempre incerto.

### J. R. R. Tolkien
1. ↑  (Carpenter 2023, #165 para a Houghton Mifflin Co., 30 de junho de 1955)
2. ↑  (Tolkien 1954a, "Prólogo")
3. ↑  (Tolkien 1937), cap. 7 "Acomodações Estranhas"
4. ↑  (Tolkien 1977), "Dos Anéis de Poder e da Terceira Era"
5. 1 2  (Carpenter 2023, #144, para Naomi Mitchison, 25 de abril de 1954)
6. ↑  (Tolkien 1996, parte 2, cap. 10 "Dos Anões e Homens")
7. ↑  (Tolkien 1955), Apêndice F, I, "De Outras Raças", "Trolls"
8. ↑  (Carpenter 2023, #131 para Milton Waldman, final de 1951)
9. ↑  (Tolkien 1955), livro 5, cap. 4, "O Cerco de Gondor"
10. ↑  (Tolkien 1954a), livro 2, cap. 4, "Uma Jornada no Escuro"
11. 1 2 3  (Tolkien 1997, pp. 20–21)

- Carpenter, Humphrey (2023). The Letters of J. R. R. Tolkien: Revised and Expanded Edition [As Cartas de J. R. R. Tolkien: Edição Revisada e Ampliada]. Nova Iorque: Harper Collins. ISBN 978-0-35-865298-4
- Tolkien, J. R. R. (1937).  Anderson, Douglas A., ed. The Annotated Hobbit [O Hobbitt anotado]. Boston: Houghton Mifflin. ISBN 978-0-618-13470-0
- Tolkien, J. R. R. (1954a). The Lord of the Rings: The Fellowship of the Ring [O Senhor dos Anéis: A Sociedade do Anel]. Boston: Houghton Mifflin. OCLC 9552942
- Tolkien, J. R. R. (1955). The Lord of the Rings: The Return of the King [O Senhor dos Anéis: O Retorno do Rei]. Boston: Houghton Mifflin. OCLC 519647821
- Tolkien, J. R. R. (1977).  Tolkien, Christopher, ed. The Silmarillion [O Silmarillion]. Boston: Houghton Mifflin. ISBN 978-0-395-25730-2
- Tolkien, J. R. R. (1996).  Tolkien, Christopher, ed. The Peoples of Middle-earth [Os povos da Terra-média]. Boston: Houghton Mifflin. ISBN 978-0-395-82760-4
- Tolkien, J. R. R. (1997) [1983]. The Monsters and the Critics, and Other Essays [Os Monstros e os Críticos, e Outros Ensaios]. [S.l.]: HarperCollins. ISBN 978-0-261-10263-7